# Kaare Klint
Kaare Klint (Frederiksberg, 15 december 1888 - Kopenhagen, 28 maart 1954) was een Deens architect en meubelontwerper. Hij koos een andere ontwerprichting dan zijn Duitse en Franse tijdgenoten en stond aan de basis van een Scandinavische meubelstijl die enkele decennia invloedrijk bleef.

## Biografie
Klint was een zoon van Peder Vilhelm Jensen-Klint, een architect, architectonisch theoreticus, ontwerper en kunstschilder die vooral bekendstond voor zijn ontwerp van de Grundtvigskerk in Kopenhagen.
Zelf begon hij zijn loopbaan ook als architect en vervolgens als meubelontwerper. Samen met zijn mentor Carl Petersen (1874-1923) begon hij in 1914 zijn eerste project dat bestond uit het ontwerp van het meubilair en armaturen voor het kunstmuseum van Faaborg. Uit dit project kwam de Faaborg-stoel voort. Andere bekende stoelen van Klint zijn de Propeller-stoel en de Safari-stoel. Ook ontwierp hij de stoelen voor de Grundtvigskerk en de Bethlehemkerk.

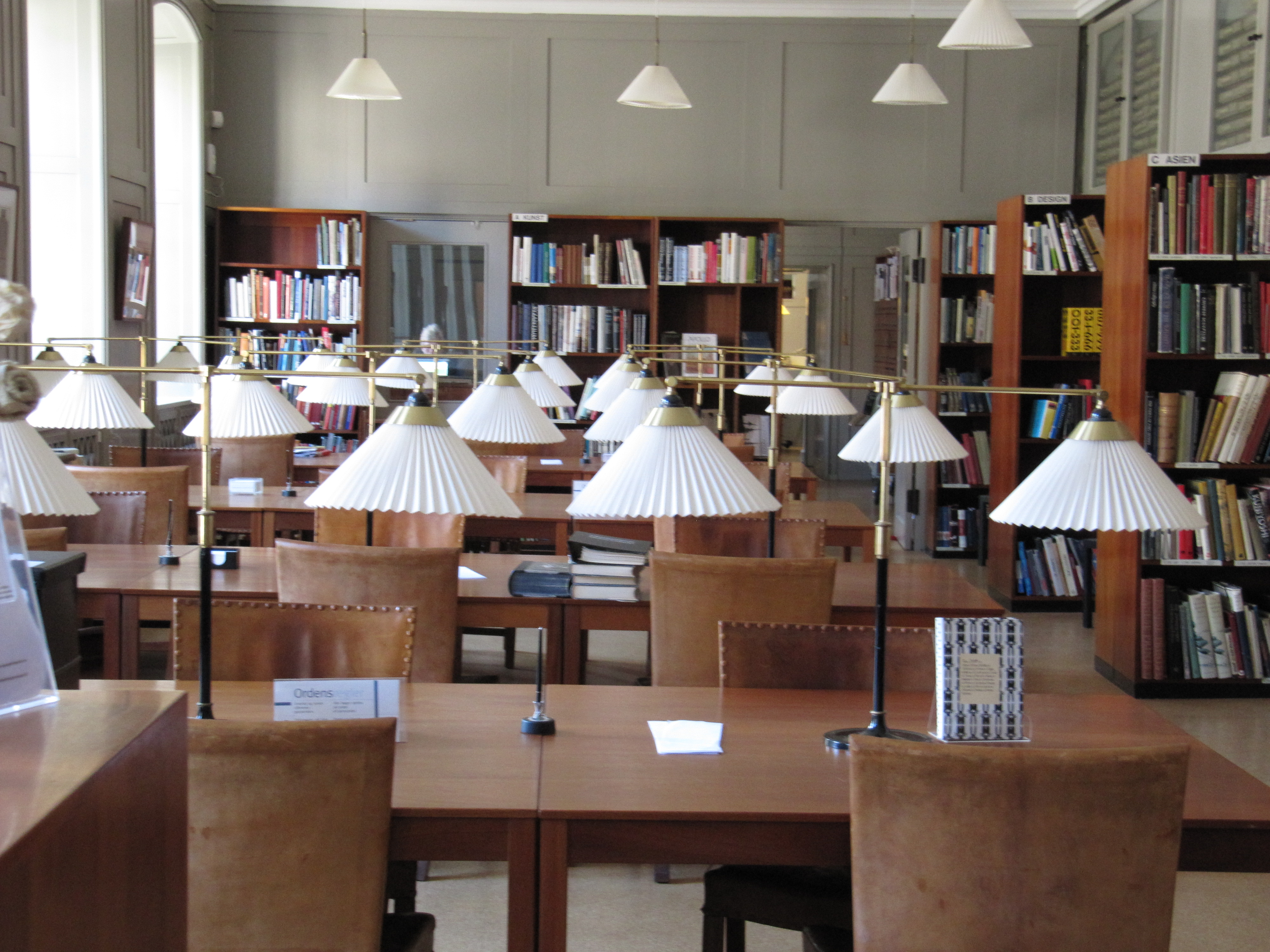
Door Klint ontworpen meubilair in het Designmuseum Danmark

In 1924 richtte hij de school voor meubelontwerp op die onderdeel was van de Deense Kunstacademie. Zelf trad hij hier als eerste hoogleraar voor meubelontwerp aan. Klint moedigde het aan om stijlen uit andere tijden te bestuderen. Anders dan zijn vader wilde hij ze niet imiteren, maar geloofde hij dat een grondige kennis van oude vakmanschap de beste manier was om tot vernieuwing te komen. Zo omarmde hij bijvoorbeeld het Bauhaus dat door zijn modernistische tijdgenoten werd verworpen.
Daarnaast ging hij veel meer dan zijn tijdgenoten de diepte in door de functionaliteit van het ontwerp en de functies voor de gebruiker eindeloos te onderzoeken. Hij zocht door totdat hij het doel van elk klein onderdeel in kaart had gebracht en wist welk nut het had voor het menselijke lichaam.
In die tijd richtten zijn Duitse en Franse tijdsgenoten zich vooral op creaties die uitsluitend door machines werden vervaardigd. Voor Klint kwam de inspiratie echter vooral van de charme en warmte van het meubilair van de Shakers, waardoor de producten de beleving gaven dat ze handgemaakt waren. Verder was er veel invloed op hem van de eenvoudige Chippendale-, Biedermeier- en Aziatische stijlen.
De stijlen die hij in de jaren 1920 en 1930 ontwikkelde hadden tot en met het eind van de Tweede Wereldoorlog grote invloed op andere ontwerpers in Europa en de Verenigde Staten. Hij had veel invloed op de stijlen van ontwerpers als Hans Wegner, Børge Mogensen, Finn Juhl en Poul Kjærholm,

## Galerij

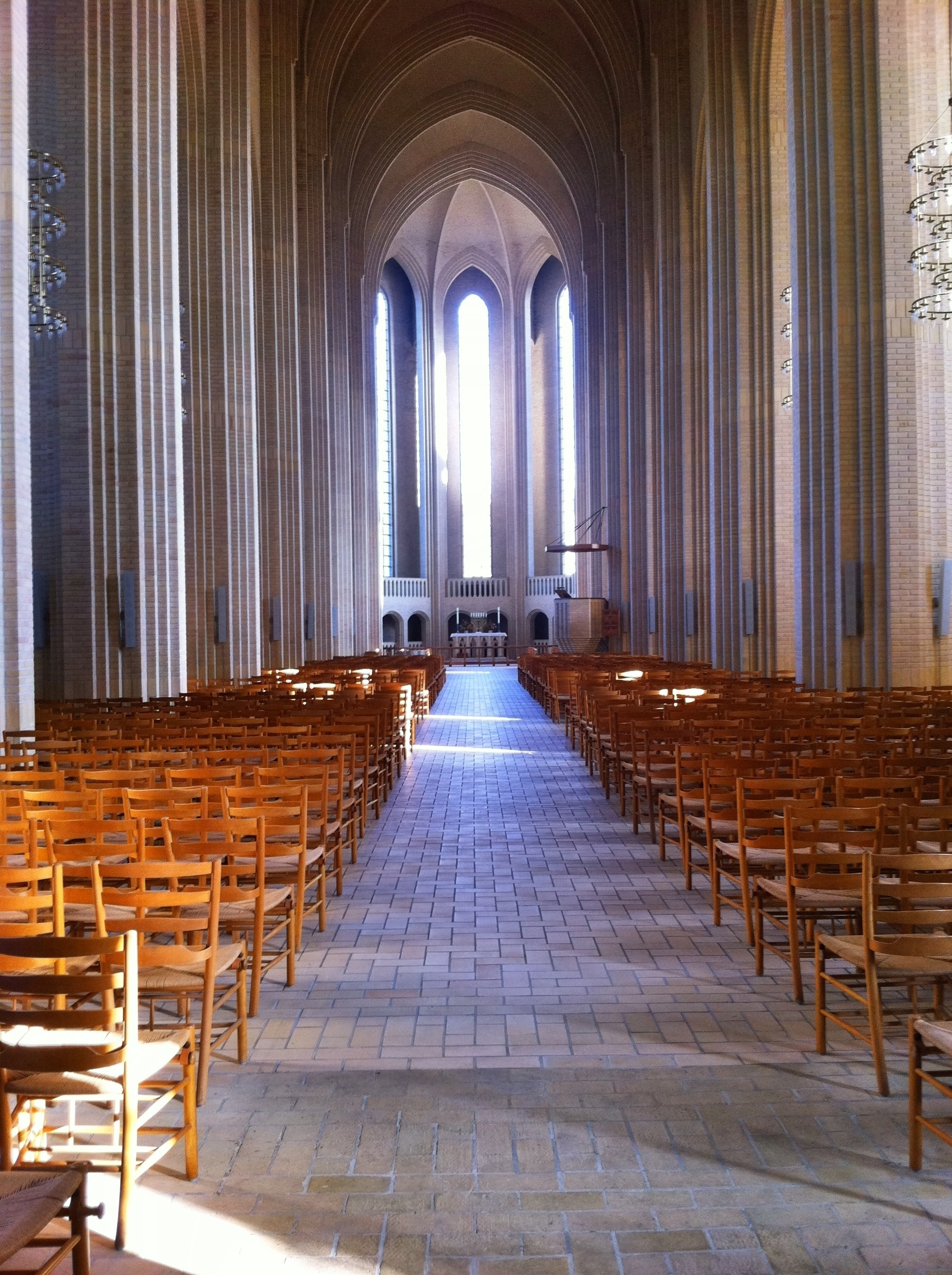
Stoelen in de Grundtvigskerk
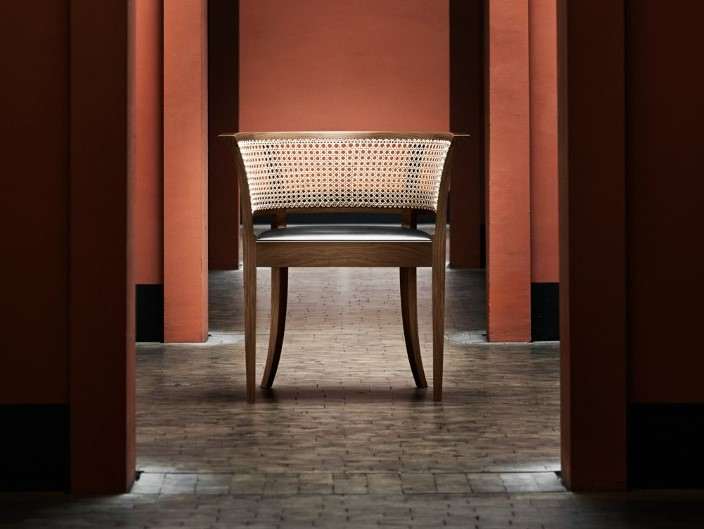
Faaborg stoel (1913-1915)
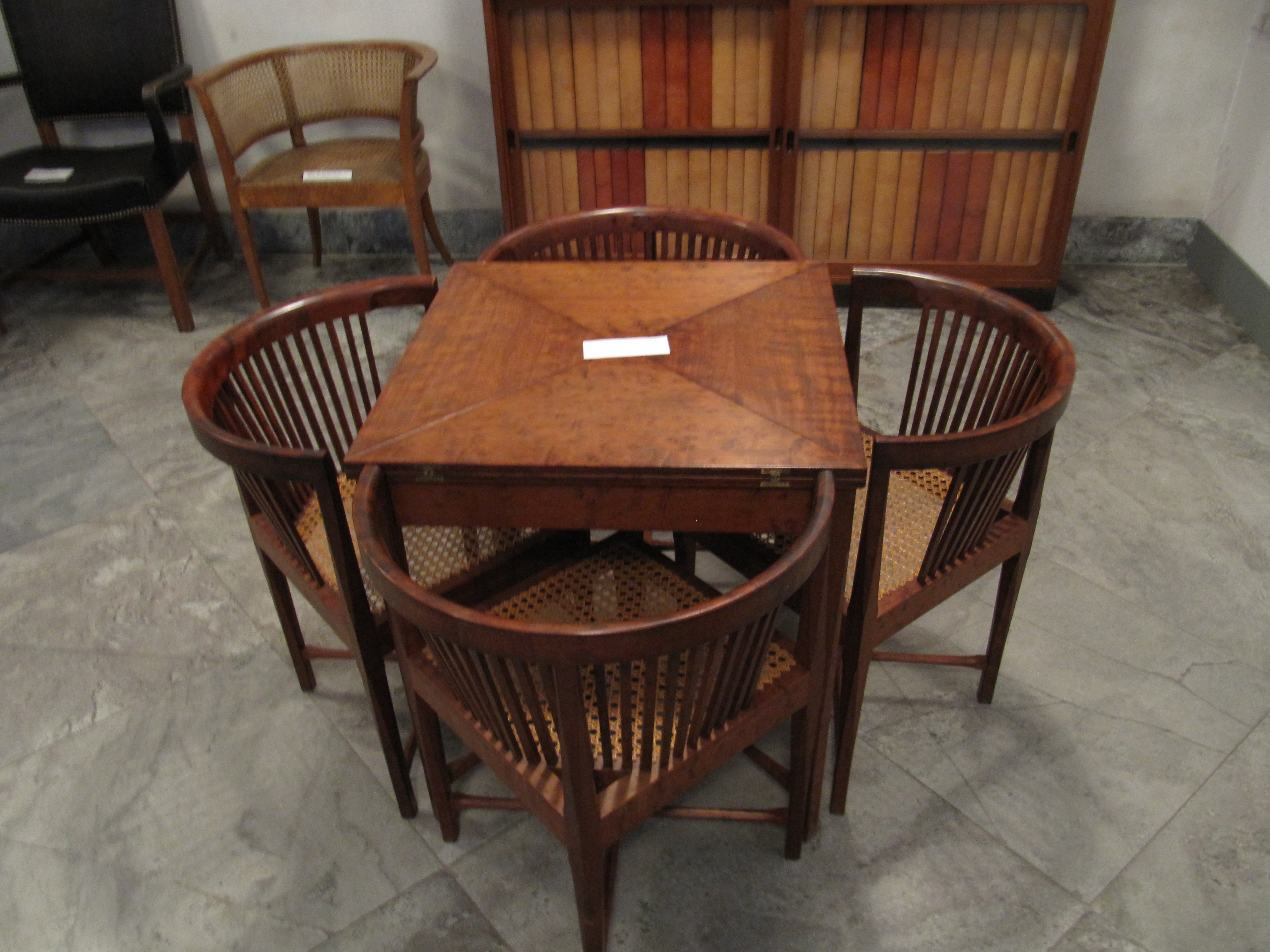
Tafelset, ontwerp van Klint
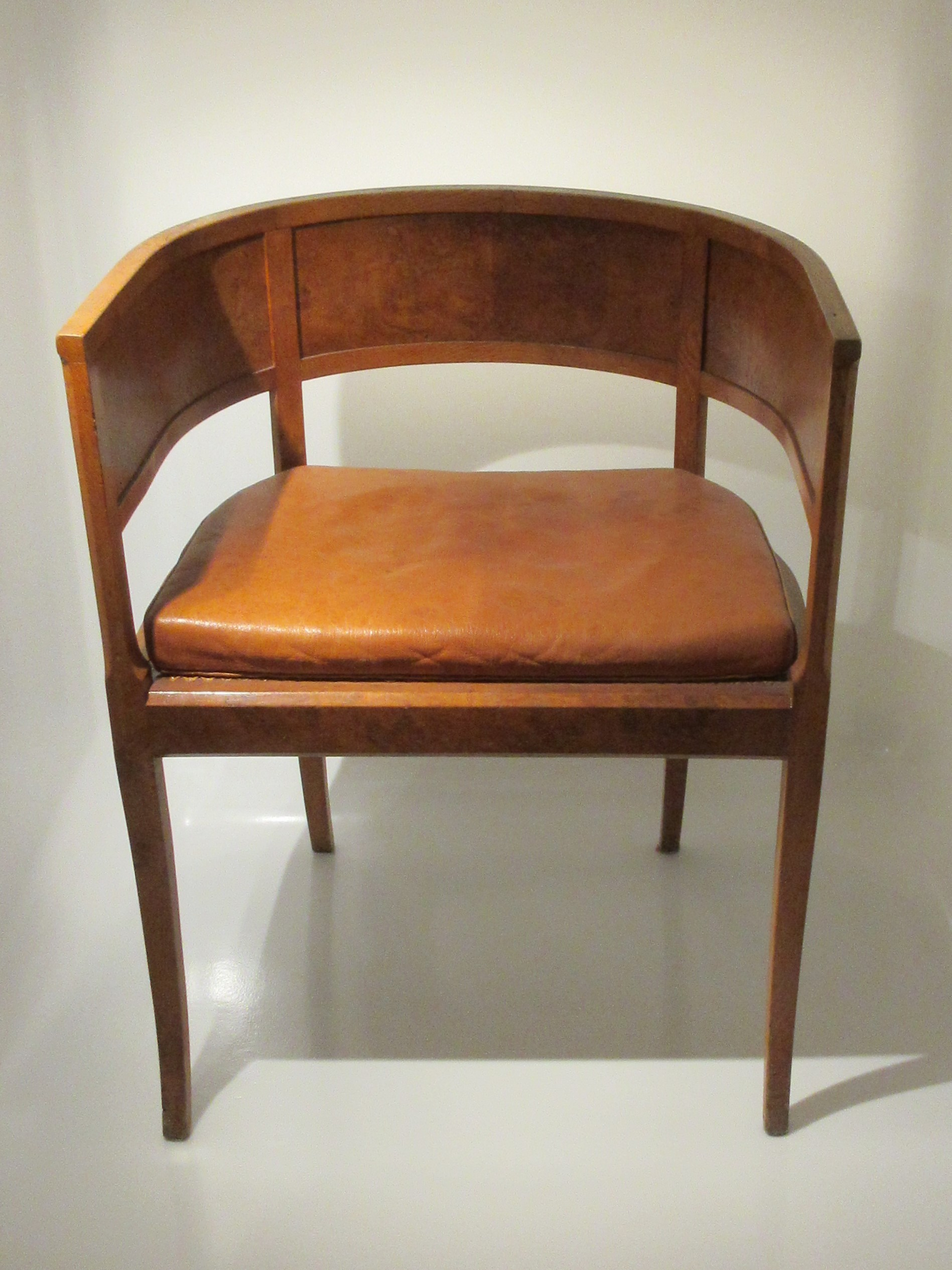
Stoel ontworpen voor het Thorvaldsens Museum (1922)
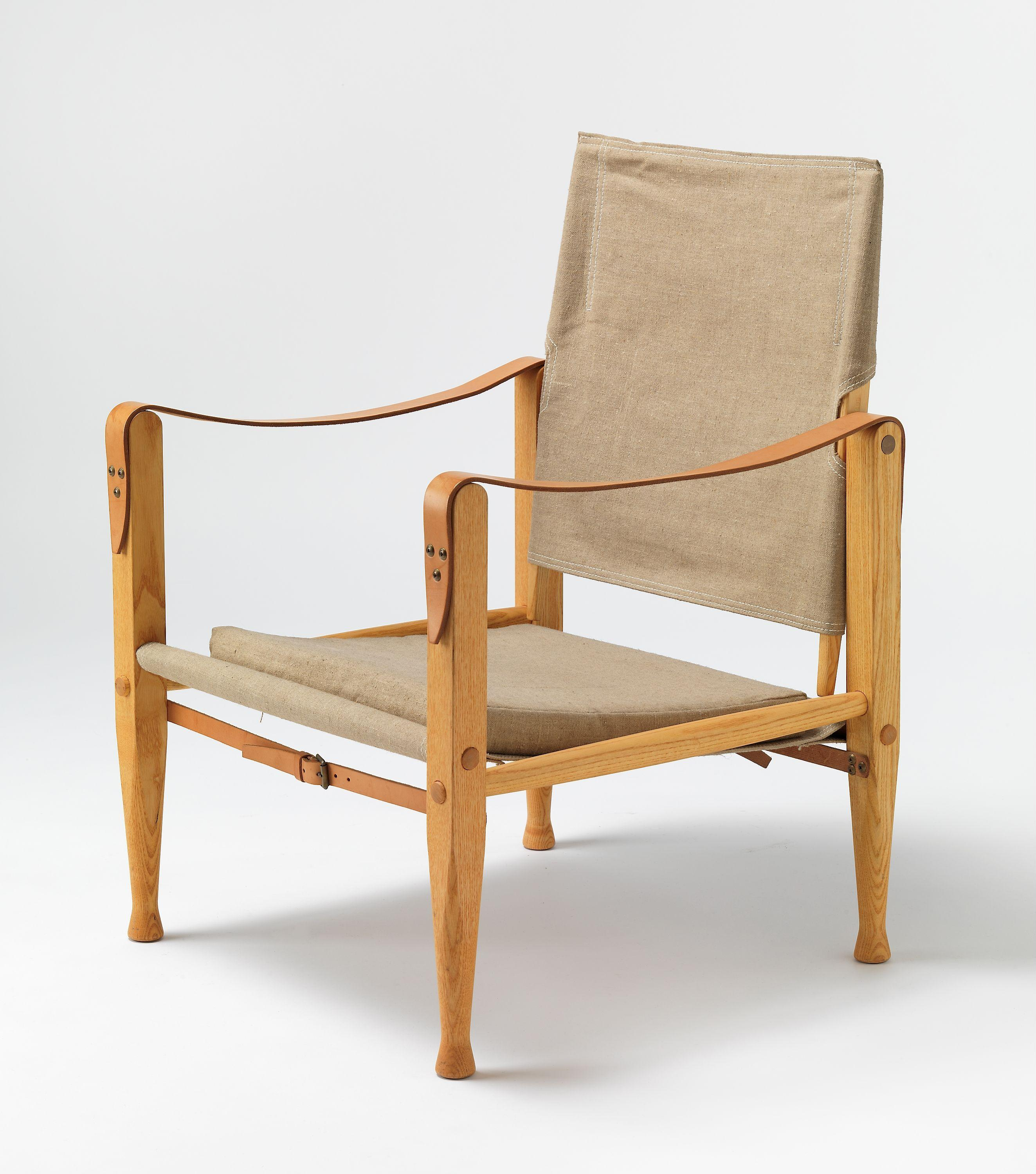
Safaristoel (1933)
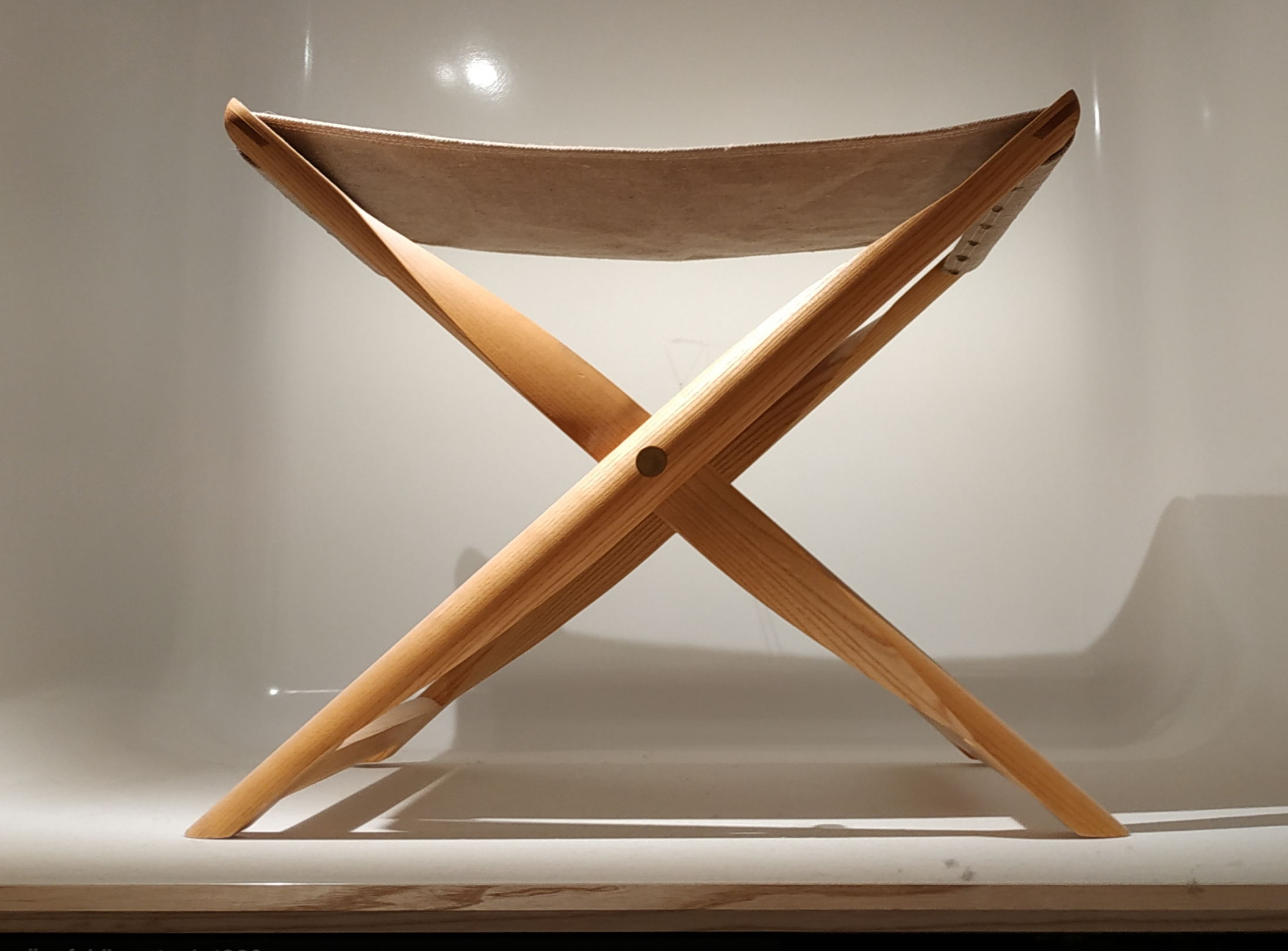
Model KK87830, Propeller kruk (ontwerp 1930, prototype 1956)

- Bibsys: 99037413
- Bibliothèque nationale de France: cb13601138t (data)
- Gemeinsame Normdatei: 174230869
- International Standard Name Identifier: 0000 0000 7891 0048
- KulturNav: 2d67254f-d529-4a22-933c-728e08e3b25f
- Library of Congress Control Number: n80071226
- National Gallery of Victoria: 3155
- Nationale Bibliotheek van Israël: 987007499280105171
- RKD-Nederlands Instituut voor Kunstgeschiedenis: 298753
- SNAC: w6356g5s
- Système universitaire de documentation: 053503015
- Union List of Artist Names: 500004340
- Virtual International Authority File: 436149106000068490236